# Davros
Davros é um personagem da série de ficção científica britânica Doctor Who. Ele é o arqui-inimigo do Doutor e o criador dos Daleks, os inimigos mais mortais do Doutor. Davros é um gênio que domina varias aéreas da ciência, mas também é megalomaníaco e acredita que suas criações se tornaram em seres supremos e dominarão o Universo. Davros foi criado pelo escritor Terry Nation.
Davros é original do planeta Skaro, onde seu povo, os Kaleds, estiveram em guerra milenar com seus inimigos, os Thals. Ele tem horríveis cicatrizes e é aleijado, condição atribuída em vários spin-offs em outras mídias, onde o seu laboratório foi atacado pelo exército Thal. Ele tem apenas uma mão e um olho cibernético na sua testa, que substitui os seus dois orgânicos, que já não podem se abrir. Sua existência depende totalmente de uma cadeira de suporte de vida móvel auto-concebida no lugar da parte de baixo do seu corpo. Ele usou sua aparência final para conceber os Daleks. A metade inferior de seu corpo está ausente e ele é fisicamente incapaz de deixar a cadeira por mais de alguns minutos sem morrer. A voz de Davros, assim como os dos Daleks, é distorcida eletronicamente. Sua maneira de falar é geralmente suave e contemplativa, mas quando irritado ou animado ele é propenso a momentos explosivos e discursos histéricos, parecido com os Daleks.
Davros apareceu pela primeira vez no arco Genesis of the Daleks, escrito por Nation. Este também foi criador do conceito dos Daleks, modelando suas características deliberadamente na ideologia Nazi, e concebeu seu criador com fortes tendências fascistas. A aparência física de Davros foi desenvolvido através de efeitos especiais por Peter Day e pelo escultor John Friedlander, basendo a cadeira de Davros na parte de baixo de um Dalek. O produtor Philip Hinchcliffe disse a Friedlander para considerar um design similar ao personagem inimigo de Dan Dare da revista em quadrinhos Eagle, o The Mekon, com uma cabeça grande e um corpo murcho.
Michael Wisher foi escalado para interpretar Davros,que já tinha desempenhado vários outros papeis em Doctor Who e fazendo a voz dos Daleks nos arcos Frontier in Space, Planet of the Daleks e Death to the Daleks. Wisher baseu sua performance como Davros no filosofo Bertrand Russell. A fim de se preparar para as filmagens com uma máscara pesada, Wisher ensaiou vestindo um saco de papel sobre sua cabeça. A máscara feita por Friedlander era de látex pesado, apenas com a boca revelando características de Wisher; a maquiadora Sylvia James sombreou os tons da máscara e os lábios e dentes de Wisher para esconder a transição.
Os outros atores que interpretaram Davros na televisão foram David Gooderson em 1979, Terry Molloy de 1984 a 1988  e Julian Bleach, que atualmente dá vida ao personagem depois que a série foi recomeçada em 2005.